# Domprostens prästgård
Domprostens prästgård (finska: Tuomiorovastin pappila) är en prästgård i Kuopio, Norra Savolax. 
Byggnaden, som färdigställdes år 1776, är den äldsta bevarade byggnaden sedan staden grundades. Numer ägs prästgården av Kuopio kyrkliga samfällighet och används som ungdomslokal.
Domprostens prästgård utgör en del av en värdefull kulturmiljö av riksintresse i bygden, och skyddats därför genom den finska byggnadsskyddslagstiftningen.

## Historia och arkitektur
Domprostens prästgård i Kuopio, som ursprungligen byggdes för länsstyrelsens kamrer, färdigställdes år 1776 och var då i gustaviansk stil. 1840 genomgick byggnaden en renovering för att anpassas till den samtida empirestilen. Renoveringen innefattade förstoring av fönstren och byte till horisontell panelbeklädnad.
Byggnaden flyttades till sin nuvarande plats vid hörnet av gatorna Kuninkaankatu och Koljonniemenkatu i början av 1900-talet. Detta skedde eftersom Kuopio stadsförsamling nyligen blivit självständig och behövde en ny byggnad att använda till tjänstebostad för kyrkoherden. Som prästgård för domprosten började huset användas 1914 och renoverades då enligt arkitekt Juho Nykänens ritningar. Den första att ha huset som tjänstebostad efter renoveringen var kyrkoherde Josef Simelius och hans familj.
Domprostens prästgård har ett mansardtak, och består av två salonger, sex kammare, ett kök och en tambur. 